# پی‌کی‌سی‌اس
در رمزنگاری ، PKCS مخفف " استانداردهای امنیت کلید عمومی " است .این ها گروهی از استانداردهای رمزنگاری کلید عمومی هستند که توسط اداره RSA Security LLC ارایه و منتشر شده‌اند ، که از اوایل دهه ۱۹۹۰ شروع شد .این شرکت استانداردهای خود را برای ترویج استفاده از تکنیک‌های رمزنگاری ، مانند الگوریتم RSA ، الگوریتم امضا Schnorr و چندین مورد دیگر را ثبت اختراع کرد.اگرچه نه استانداردهای صنعت ( چون شرکت کنترل را بر روی آن‌ها حفظ کرده‌است ) , برخی از استانداردها در سال‌های اخیر شروع به حرکت در فرآیند " استانداردها - پی‌گیری " کرده اند همچون سازمان‌های استانداردهای مربوطه مانند IETF(کار گروه مهندسی اینترنت) و گروه کاری PKIX  .
|          | Version | Name                                   | Comments |
| -------- | ------- | -------------------------------------- | --- |
| PKCS #1  | 2.2     | RSA استاندارد رمزنگاری                 | RFC 8017 را ببینید. خصوصیات ریاضی و قالب کلیدهای عمومی و خصوصی RSA (رمزگذاری شده توسط ASN.1) و الگوریتم های اساسی و برنامه های رمزگذاری / padding را برای انجام رمزگذاری ، رمزگشایی RSA و تولید و تأیید امضاها تعریف می کند. |
| PKCS #2  | -       | (صرف نظر)                              | از سال 2010 دیگر فعال نیست. رمزگذاری RSA از پیام های هضم شده ، متعاقباً در PKCS شماره 1 ادغام شد. |
| PKCS #3  | 1.4     | Diffie–Hellman Key Agreement استاندارد | یک پروتکل رمزنگاری که به دو طرف اجازه می‌دهد تا به طور مشترک یک کلید مخفی مشترک را بر روی یک کانال ارتباطی ناامن ایجاد کنند. |
| PKCS #4  | -       | (صرف نظر)                              | از سال 2010 دیگر فعال نیست. ترکیب نحوی کلید RSA؛ متعاقباً در PKCS شماره 1 ادغام شد. |
| PKCS #5  | 2.1     | استاندارد رمزگذاری مبتنی بر رمز عبور   | به RFC 8018 و PBKDF2 مراجعه کنید. |
| PKCS #6  | 1.5     | تمدید شده- استاندارد نحو گواهی         | افزونه های مشخصات گواهی قدیمی v1 X.509 را تعریف می کند. همنطورمنسوخ شده توسط V3. |
| PKCS #7  | 1.5     | استاندارد نحوی پیام رمزنگاری           | مراجعه به RFC ۲۳۱۵ . برای رمزگذاری کردن و / یا رمز کردن پیام‌ها تحت یک PKI ، استفاده می‌شود . همچنین برای انتشار گواهی ( برای مثال به عنوان پاسخ به پیام PKCS # ۱۰ ) استفاده می‌شود . شکل دادن اساس S / MIME که از سال ۲۰۱۰ براساس RFC ۵۶۵۲ صورت می‌گیرد ، استاندارد ترکیب پیام رمز نگاری ( CMS ) را به روز می‌کند . اغلب برای یک نشانه به کار می‌رود . |
| PKCS #8  | 1.2     | ستاندارد نحوی اطلاعاتی با کلید خصوصی   | راجعه به RFC ۵۹۵۸ . استفاده‌شده برای حمل کلیدهای خصوصی ( رمزنگاری شده یا رمزنگاری نشده ) . |
| PKCS #9  | 2.0     | انواع ویژگی های منتخب                  | RFC 2985 را مشاهده کنید. انواع ویژگی انتخاب شده برای استفاده در گواهی های توسعه یافته PKCS # 6 ، پیام های امضا شده دیجیتالی PKCS # 7 ، PKCS # 8 اطلاعات با کلید خصوصی و درخواست های امضای گواهی PKCS # 10 را تعیین کنید. |
| PKCS #10 | 1.7     | ستاندارد درخواست صدور گواهینامه        | به RFC 2986 مراجعه کنید. قالب پیامهای ارسال شده به مرجع صدور گواهینامه برای درخواست صدور گواهینامه کلید عمومی. به درخواست امضای گواهی مراجعه کنید. |
| PKCS #11 | 2.40    | واسط نشانه رمزنگاری                    | همچنین به عنوان "Cryptoki" نیز شناخته می شود. یک API که یک رابط عمومی با نشانه های رمزنگاری را تعریف می کند (به ماژول امنیتی سخت افزار نیز مراجعه کنید). غالباً در سیستم های رمزنگاری منفرد ، کلید عمومی و رمزگذاری دیسک مورد استفاده قرار می گیرد. RSA Security توسعه بیشتر استاندارد شماره PKCS # 11 را به کمیته فنی OASIS PKCS 11 تبدیل کرده است. |
| PKCS #12 | 1.1     | استاندارد نحو تبادل اطلاعات شخصی       | راجعه به RFC ۷۲۹۲. فرمت فایل که معمولاً برای ذخیره کلیدهای خصوصی همراه با گواهی‌نامه‌های کلید عمومی بکار می‌رود، با کلید متقارن مبتنی بر گذرواژه محافظت می‌شود. PFX یک پیش‌نیاز برای PKCS # ۱۲ است. این قالب کانتینر می‌تواند حاوی چندین شی تعبیه‌شده، مانند گواهی متعدد باشد. معمولاً از رمز عبور / رمزنگاری شده با گذرواژه محافظت می‌شود. قابل استفاده به عنوان یک قالب برای ذخیره کلید جاوا و ایجاد گواهی‌نامه‌های تایید هویت مشتری در فایرفاکس موزیلا قابل استفاده توسط Apache Tomcat. |
| PKCS #13 | –       | استاندارد رمزنگاری منحنی بیضوی         | (ظاهراً رها شده ، فقط مرجع پیشنهادی از سال 1998 است.) |
| PKCS #14 | –       | تولید شماره شبه تصادفی                 | (ظاهرا رها شده ، هیچ سندی وجود ندارد.) |
| PKCS #15 | 1.1     | استاندارد قالب اطلاعات نشانه رمزنگاری  | ک استانداردی را تعیین میکند که به کاربران اجازه می دهد تا علایم رمز نگاری را برای شناسایی خود در برنامه‌های کاربردی ، مستقل از پیاده‌سازی (PKCS # ۱۱) ) یا API های دیگر شناسایی کنند . RSA قسمت‌هایی از این استاندارد را به ISO / IEC ۷۸۱۶ - ۱۵ واگذار کرده‌است . |

## همچنین ببینید
- Cryptographic Message Syntax

## لینک های خارجی
- درباره PKCS (پیوست G از RFC 3447 )
- OASIS PKCS 11 TC (صفحه اصلی کمیته فنی)